# Вооружённые силы Индии
Вооружённые силы Индии (хинди भारतीय सशस्‍त्र सेनाएँ, англ. Indian Armed Forces) — военная организация Индии, предназначенная для обороны Республики, защиты свободы и независимости государства, одно из важнейших орудий политической власти. На 2018 год занимает четвёртое место в рейтинге сильнейших армий мира после ВС США, России и Китая. Страна обладает ядерным оружием.
Индия занимает первое место в мире по объёму импорта вооружений (2012).

## Общие сведения
В Вооружённых силах Индии служит 1 460 350 чел на 2022 год. По уровню военных расходов в 2021 году Индия занимала 4-е место в мире после США, КНР и Великобритании — 65,1 миллиардов долларов.
Обязательный призыв в стране отсутствует.
Официальной датой образования национальных вооружённых сил Индии считается 15 августа 1949 года, когда армию впервые возглавил индийский генерал Кодандера Кариаппа. Они были образованы на базе воинских частей Британской индийской армии, Королевских индийских ВВС и кораблей флота Британской Индии, которые получил Индийский Союз при разделе Британской Индии в 1947 г. При этом в состав вооружённых сил Индии вошли части с личным составом, исповедующим индуизм и другие религии за исключением ислама.
В 1962 году после поражения в пограничном военном конфликте с КНР началось тесное военно-техническое сотрудничество с СССР, индийское руководство стало принимать долгосрочные программы и планы по развитию вооружённых сил, осуществление которых способствовало повышению их боеспособности, что отчетливо проявилось в ходе военных конфликтов с Пакистаном в 1965, в 1971 и в 1999 годах.
Общее руководство и финансирование вооружённых сил осуществляет министерство обороны. Традиционно его возглавляет гражданское лицо. Большинство сотрудников министерства обороны, в том числе и оба заместителя министра, также являются гражданскими лицами. Высший орган военного управления — комитет начальников штабов, в его состав входят начальники штабов (командующие) сухопутных войск, ВВС и ВМС, которые занимают должность председателя по очереди. В первые годы после получения независимости у ВС недоставало средств, и для финансирования армии был учреждён День Флага Вооружённых Сил.
В военно-административном отношении территория страны делится на пять военных округов: Северный, Западный, Центральный, Южный, Восточный.
Вооружённые силы комплектуются за счёт вербовки добровольцев из числа индийских граждан независимо от их религиозной или кастовой принадлежности. Однако многие воинские части комплектуются по этнорегиональному принципу. Офицерский корпус подразделяется на офицеров кадровой и некадровой службы. Кадровый офицерский состав комплектуется за счёт выпускников военных учебных заведений. Некадровый офицерский состав набирается, главным образом, из числа гражданских лиц, имеющих высшее образование и желающих временно служить в вооружённых силах.
Первоначальная трёхлетняя подготовка офицеров ведётся в Национальной военной академии в Кхадаквасле и в колледже сухопутных войск в Мхоу. По окончании учёбы курсанты направляются для дальнейшей подготовки в Индийскую военную академию в Дехра Дун и академию ВВС со сроком обучения 1—1,5 года, после чего им присваиваются офицерские звания. Выпускникам военно-морского отделения Национальной военной академии офицерские звания присваиваются после полутора лет службы на учебных и боевых кораблях.
В штабном колледже проходят подготовку офицеры с выслугой не менее шести лет, с должностей командира роты, им равных и выше (до командира дивизии).
Резерв вооружённых сил (535 тыс. человек) состоит из резерва первой очереди сухопутных войск — 300 тыс. человек, прослуживших не менее 5 лет в регулярных частях (в военное время может быть набрано ещё 500 тыс. человек в возрасте до 50 лет), территориальной армии (добровольческая армия) — 40 тыс., резерва ВВС — 140 тыс. и резерва ВМС — 55 тыс. человек.
Мобилизационные ресурсы страны 770 млн человек, из них 560 млн годных к военной службе.
Индия продолжает свою военную модернизацию, хотя прогресс в некоторых областях остается медленным. Вооружённые силы ориентированы как против Китая, так и против Пакистана. Большое число военизированных формирований по-прежнему задействовано в обеспечении внутренней безопасности. Армейская доктрина, опубликованная в конце 2018 года, определила требования, в том числе к «интегрированным боевым группам» и улучшенным возможностям кибервойны, информационной войны и радиоэлектронной борьбы. Ранее в 2017 году была опубликована совместная доктрина Вооруженных сил, бо́льшая часть которой соответствовала аналогичным доктринам США и НАТО. В нем излагалась совместная доктрина Индийского ядерного командования и управления и предусматривалась «новая триада» космических, кибер- и специальных операций, дополняющих обычные наземные, морские и воздушные возможности. Формируются совместные космические, кибернетические и специальные командования. Оборонное сотрудничество с США продолжает расти, растёт объём закупок и продаж американской техники, хотя Индия также проявляет интерес к российской технике, в том числе к заказу на систему противоракетной обороны С-400. Индийский персонал участвует в многочисленных двусторонних и многосторонних учениях, и эта страна является одним из ведущих поставщиков войск для миротворческих операций ООН. Однако общий потенциал обычных вооружённых сил ограничен неадекватным материально-техническим обеспечением, техническим обслуживанием и нехваткой боеприпасов и запасных частей. Индия продолжает модернизировать свой обычный военный потенциал и свои ядерные силы, в частности свои средства доставки, однако многие проекты по оборудованию сталкиваются со значительными задержками и перерасходом средств. Правительственная политика «Делай в Индии» (Make in India) направлена на укрепление оборонно-промышленной базы. Помимо ядерного оружия и ракет, собственная оборонная промышленность Индии зачастую медленнее осваивает новые возможности, чем иностранные поставщики.

## Состав вооружённых сил
Регулярные Вооружённые силы Индии, включают
- Сухопутные войска
- Военно-воздушные силы
- Военно-морские силы

## Структура
- Верховный главнокомандующий (президент)
  - Премьер-министр
    - Министр обороны
      - Комитет начальников штабов видов ВС
        - Объединённый штаб обороны ВС
        - Начальник штаба СВ
          - Штаб СВ

        - Начальник штаба ВВС
          - Штаб ВВС

        - Начальник штаба ВМС
          - Штаб ВМС

        - Командующий Объединённым командованием ВС на Андаманских и Никобарских островах

    - Политический совет
      - Исполнительный совет
        - Командование стратегических сил

    - Совет национальной безопасности
    - Комитет по безопасности кабинета министров[10]

## Стратегические ядерные силы
Индия произвела первое испытание ядерного заряда мощностью 20 килотонн 18 мая 1974 года на полигоне Покхаран в штате Раджастхан. Официально ядерной державой Индия стала в 1998 году, совершив серию из 5 подземных ядерных испытаний «Шакти-98».
В структуре индийских вооружённых сил для управления ядерными силами создана специальная структура — NCA (Nuclear Command Authority), Администрация ядерного командования. Это не только военный, но и военно-политический орган управления. Ядерное командование занимается ядерным планированием в интересах обороны, отвечает за принятие и реализацию решения об использовании ядерного оружия для отражения внешней агрессии, во главе него стоит премьер-министр.
Органом оперативно-технического военного управления, подчинённым непосредственно NCA и председателю комитета начальников штабов вооружённых сил Индии, является сформированное в 2003 году Командование стратегических сил (Strategic Forces Command (SFC)). Оно осуществляет координацию действий ядерных компонентов сухопутных войск, ВМС и ВВС, представленных частями СВ, оснащёнными баллистическими ракетами наземного базирования, ПЛАРБ и авиационными эскадрильями самолётов-носителей ядерных бомб и крылатых ракет.
Командование стратегических сил имеет в своём распоряжении, в составе сухопутных войск, две ракетные бригады ОТРК ракет «Притхви-2», по одной бригаде баллистических ракет малой дальности «Агни-1» и средней дальности «Агни-2» и «Агни-3». Каждая ракетная бригада имеет 12 пусковых установок.
В ВВС Индии носителями ядерного оружия могут быть тактические истребители-бомбардировщики Mirage 2000Н и Су-30МКИ, для которых разрабатывается крылатая ракета «Нирбхай».
В ВМС на 2020 год имеется 1 ПЛАРБ типа «Арихант» с 12 баллистическими ракетами малой дальности K-15 Sagarika. Эту ракету разработал Хайдарабадский центр ракетостроения Организации оборонных исследований и разработок (DRDO) — тот же самый, что создал ракеты «Агни» и «Притхви». Первый подводный пуск «Сагарики» с погруженного испытательного понтона состоялся в 2008 году. Следующие индийские АПЛ могут получить на вооружение более дальнобойные баллистические ракеты K-X, являющиеся морским вариантом сухопутной ракеты «Агни-3».
23 сентября 2021 года ВС Индии провели испытания межконтинентальной баллистической ракеты большой дальности Агни-5, способной нести на себе ядерные боеголовки. Дальность действия ракеты составляет 5 тыс. км.

## Береговая охрана
Береговая охрана — 12,6 тыс. человек.
19 патрульных кораблей с ангаром, 3 патрульных корабля без ангара, 41 береговой патрульный корабль, 61 быстроходный патрульный катер, 1 патрульный катер, 18 судов на воздушной подушке.
23 самолёта Do-228-101. 21 вертолёт (4 Dhruv, 17 SA316B Alouette III (Chetak)).

## Космические войска
В распоряжении ВС Индии имеется 21 военный спутник (связи, навигации, разведки).

## Паравоенные формирования
Кроме того, в Индии имеются различные военизированные формирования (около 1,585 тыс. человек):
- Рашстрийские стрелки — 65 тыс. чел. Подчинены Министерству обороны.
- Ассамские стрелки — 63,7 тыс. чел. Подчинены Министерству внутренних дел.
- Пограничные войска — 257 тыс. чел. Подчинены Министерству внутренних дел.
- Служба охраны важных государственных объектов (ВГО) — 144,4 тыс. чел. Подчинены Министерству внутренних дел.
- Центральная резервная полиция Индии — 313,6 тыс. Подчинены Министерству внутренних дел
- Служба охраны объектов Министерства обороны — 31 тыс. чел.
- Индо-тибетская пограничная полиция — 89,4 тыс. чел. Подчинены Министерству внутренних дел.
- Гвардия национальной безопасности — 12 тыс. чел. Антитеррористические силы на случай непредвиденных обстоятельств.
- Железнодорожные войска — 70 тыс. чел.
- Сашастра сеема бал (Sashastra Seema Bal) — 76,3 тыс. чел. Пограничная охрана на границе с Непалом и Бутаном.
- Специальные пограничные силы — 10 тыс. чел. Набираются из тибетцев.
- Вооружённая полиция штатов — 450 тыс. чел.[9]

## Галерея

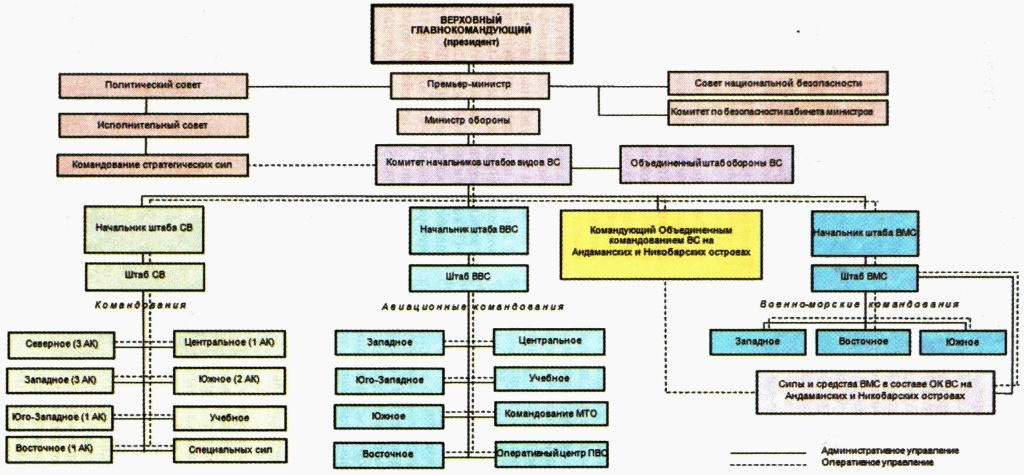
Организационная структура вооружённых сил Индии
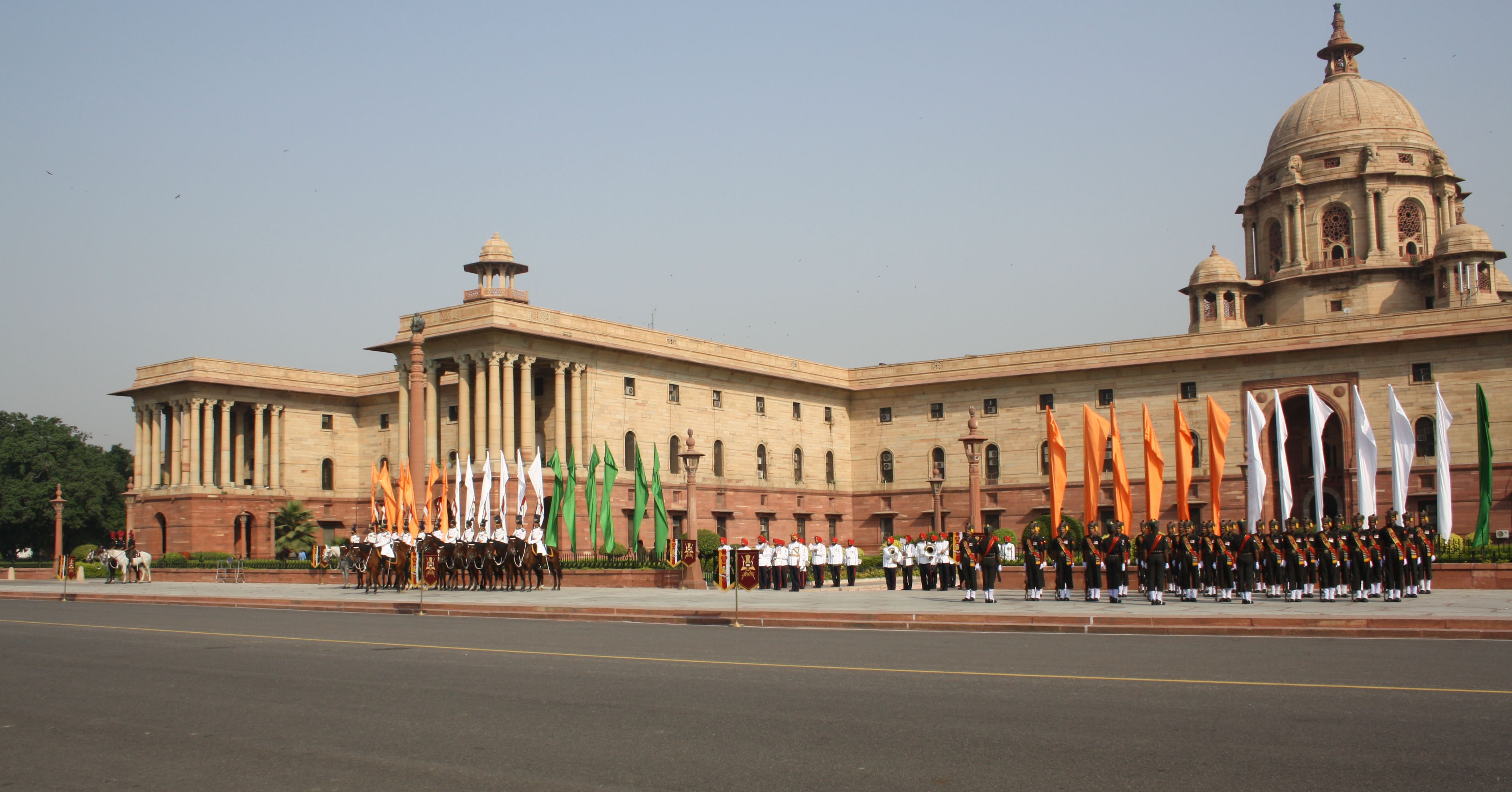
Здание министерства обороны Индии
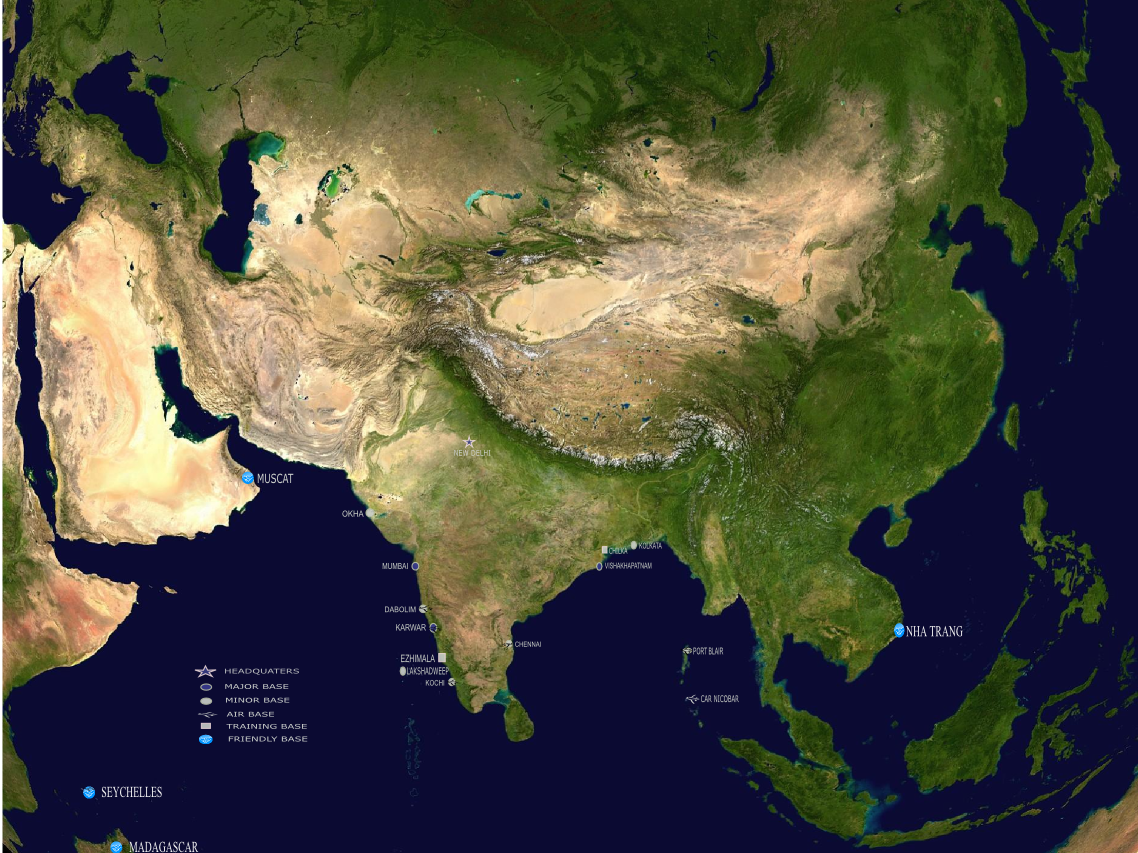
Пункты базирования ВМС Индии
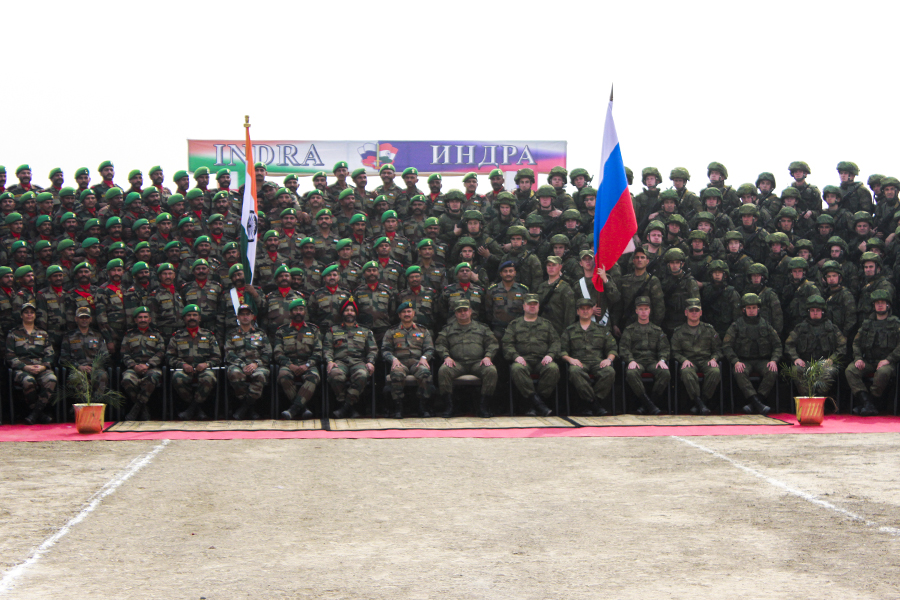
Открытие российско-индийских совместных военных учений Indra в 2015 г.
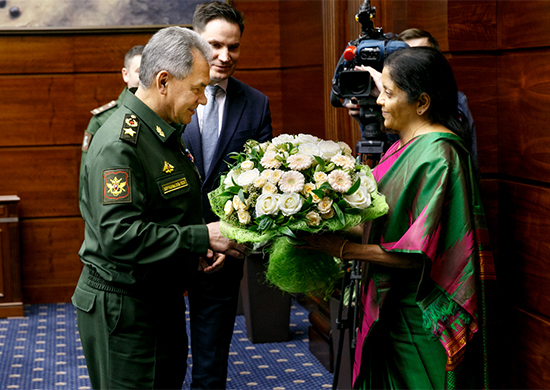
Встреча министра обороны Индии Нирмалы Ситхараман с министром обороны России Сергеем Шойгу. Москва, 2018 год